# 2009 en Tanzanie
Cet article présente les faits marquants de l'année 2024 en Tanzanie.

## Évènements

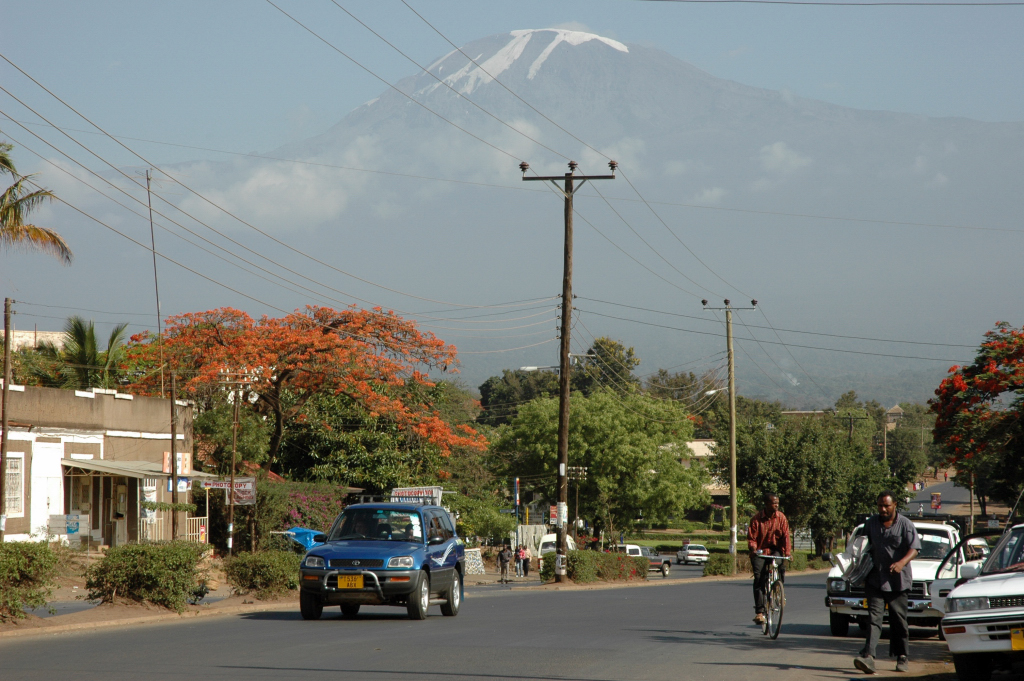
Le Kilimandjaro vu de Moshi(janvier 2006)

- Lundi 5 janvier 2009 : une collision entre un minibus et un camion, près de Moshi dans le nord du pays, province du Kilimandjaro, cause la mort de 11 personnes et en blesse 14 autres.

- Jeudi 5 février 2009 : selon l'ONG canadienne Under the Same Sun (Sous le même soleil), le pays compte 170 000 albinos pour une population de 38 millions d'habitants. Comme dans de nombreuses autres régions d'Afrique, ils sont victimes de meurtres rituels et vivent terrés et terrorisés. Selon les croyances alimentées par les sorciers, les organes et les os des albinos sont utilisés dans la fabrication d'amulettes qui sont censées aider à trouver des diamants ou à appâter des poissons.

- Samedi 25 avril 2009 : le ministre tanzanien des Finances, Mustapha Mkulo, annonce que la Tanzanie allait recevoir une aide importante de la part du Fonds monétaire international, mais sans en préciser le montant ni la nature.

- Lundi 4 mai 2009 : à l'occasion de la première journée nationale des albinos, le président Ali Mohamed Shein annonce que « la Tanzanie a ratifié le mois dernier une convention internationale pour la protection des personnes handicapées […] Au regard de ce projet de loi, les droits des handicapés, y compris les albinos, seront fermement protégés. Nous ne pouvons accepter de voir les handicapés être attaqués, mutilés et tués […] Nous devons tous résister à la croyance que l'on peut devenir riche simplement en possédant un morceau de corps humain. Notre prospérité viendra de notre labeur… de notre dur labeur  ». Les autorités tanzaniennes étaient accusées de ne pas protéger efficacement les albinos victimes de crimes rituels liés à la sorcellerie. Les organisations tanzaniennes de défense des droits de l'Homme ont dénoncé une vague de crimes contre les albinos, dont les membres ou les organes sont notamment utilisés par des sorciers pour confectionner des grigris porte-bonheur. Au moins 45 des quelque 150 000 albinos tanzaniens ont été tués ces deux dernières années, le plus souvent sauvagement mutilés et démembrés. Une campagne nationale de dénonciation anonymes vise à recueillir auprès de la population des renseignements sur des assassins d'albinos.

- Mardi 21 juillet 2009 : six hommes d'affaires tanzaniens, gérant des sociétés d'exportation, sont inculpés pour une affaire de contrebande de 11 tonnes de défenses d'éléphant durant les six derniers mois. Selon le tribunal de Dar-es-Salaam, ils auraient exporté les défenses vers les Philippines et le Viêt Nam. Les trophées, d'une valeur d'environ 600 000 dollars (422 000 euros), ont été saisis par les autorités philippines et vietnamiennes en coopération avec Interpol[1].

- Dimanche 23 août 2009 : l'incendie d'un dortoir dans l'école secondaire d'Idodi (région d'Iringa, centre) cause la mort d'au moins 12 enfants et en blesse une vingtaine d'autres. L'école ne disposait pas d'électricité et les élèves avaient l'habitude d'étudier le soir à la lumière de bougies.

- Vendredi 23 octobre 2009 : un voilier avec un couple de Britanniques a disparu au large des côtes de la Tanzanie dans une zone où pullulent les pirates. La balise de détresse (EPIRB) a été enclenchée.  Les garde-côtes seychellois, dans un communiqué transmis à Nairobi, ont confirmé la disparition suspecte du voilier et les recherches en cours n'excluant pas l'hypothèse d'une attaque de pirates somaliens[2].

- Jeudi 5 novembre 2009 : des pirates somaliens ont capturé le cargo grec « Delvina », battant pavillon des Iles Marshall, avec un équipage de 14 Philippins et 7 Ukrainiens au large des côtes de la Tanzanie à environ 280 milles nautiques au sud-est de Mombasa (Kenya) vers lequel il se dirigeait pour livrer sa cargaison de blé en provenance de la Méditerranée. Le cargo se dirigeait vers le port de Mombasa.

- Mercredi  11 novembre 2009 : trois jours de pluies torrentielles ont provoqué inondations et glissements de terrain dans la région du Kilimandjaro causant la mort d'au moins 20 personnes (dont 7 enfants) et 10 autres sont portées disparues. Le village de Goha a été particulièrement touché.